# Douglas McGrath
Douglas McGrath (12. února 1958 Midland – 3. listopadu 2022) byl americký herec, režisér a scenárista. Hrál například v šesti filmech Woodyho Allena – Celebrity (1998), Sladký ničema (1999), Darebáčci (2000), Hollywood v koncích (2002), Café Society (2016) a Festival pana Rifkina (2020), stejně jako v jeho seriálu Crisis in Six Scenes (2016). Rovněž s ním spolupracoval na scénáři k filmu Výstřely na Broadwayi (1994), za který byl nominován na Oscara. Sám režíroval filmy Emma (1996), Společník (1999), Nicholas Nickleby (2002), Pochybná sláva (2006) a Nechápu, jak to dokáže (2011).